# Radiátor

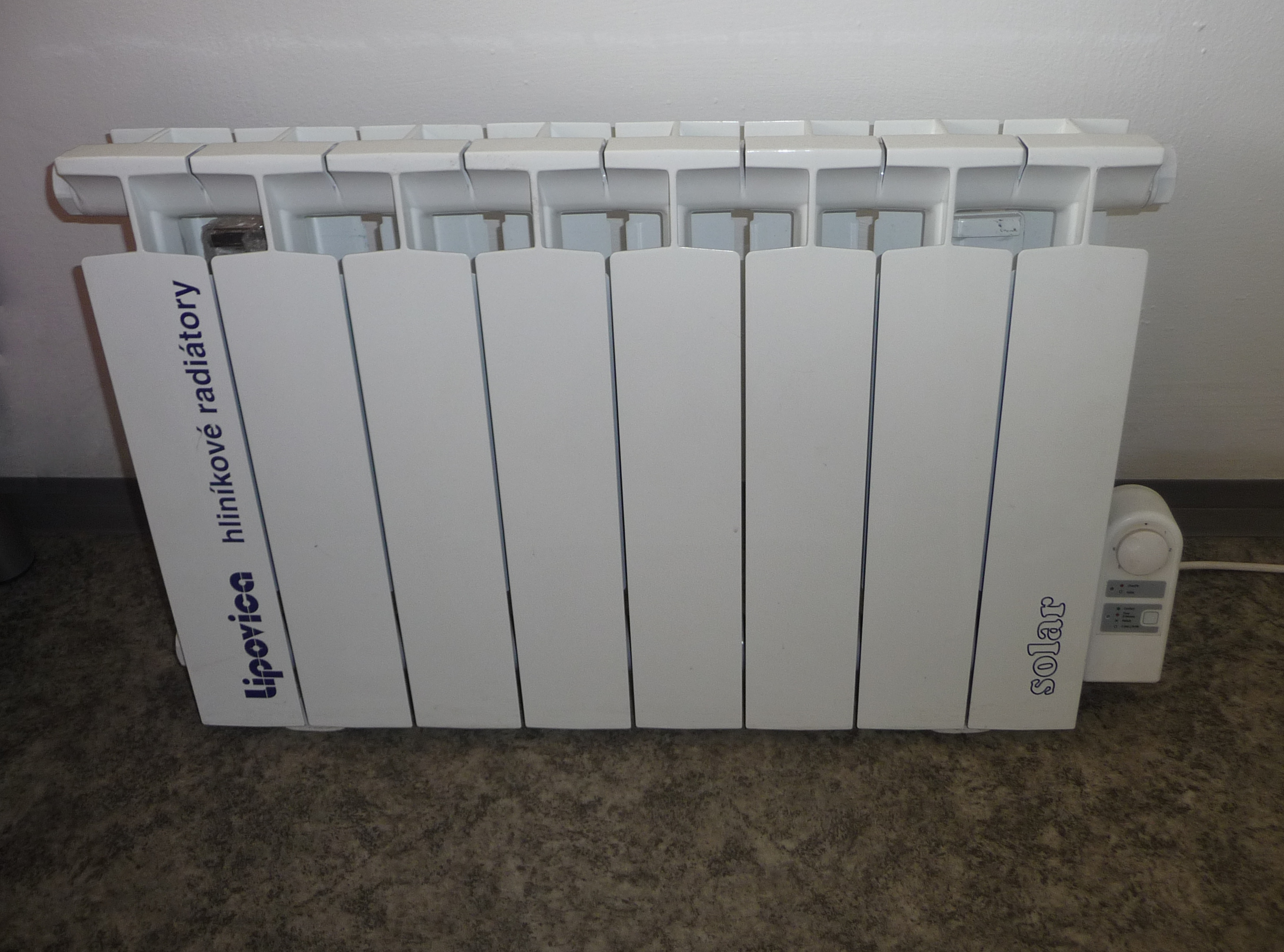
Žebrový hliníkový radiátor ústředního vytápění

Radiátor (lat. zářič, správně nazýván otopné těleso) je v tepelné technice výměník s velkým povrchem, kterým se ohřívá vzduch v místnosti. V závislosti na uspořádání a na provozní teplotě se větší či menší část tepla předává také sáláním (radiací), tj. infračerveným zářením, které ohřívá přímo stěny a předměty v místnosti.

## Radiátor ústředního vytápění
V systémech ústředního a etážového vytápění je radiátor tepelný výměník, kterým proudí teplá voda (ve starších stavbách také vodní pára) z kotle. Žebrové radiátory jsou sešroubovány z litinových, hliníkových nebo ocelových žeber, která svým tvarem podporují proudění okolního vzduchu. Žebrové radiátory mají velkou životnost, zabírají však hodně místa a obsahují velké množství vody, takže se pomalu rozehřívají. Proto se dnes často používají ploché deskové radiátory svařené z profilovaných ocelových nebo hliníkových plechů.
Teplá voda vstupuje do radiátoru trubkou na jeho horním okraji, a když se ochladí, odtéká trubkou na dolním okraji zpět do kotle. Vstup do radiátoru bývá opatřen kohoutem, případně termostatovým ventilem, který reguluje průtok vody. Na nejvyšším místě každé topné větve bývá umístěn také odvzdušňovací ventil, kterým se z radiátoru vypouští vzduch.

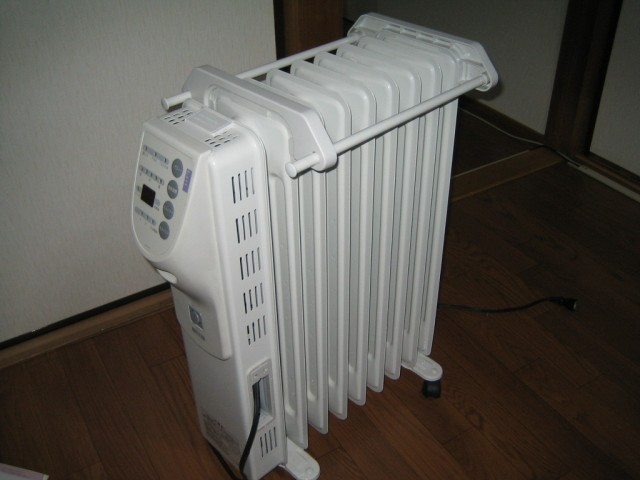
Elektrický olejový radiátor

## Elektrický radiátor
Elektrický radiátor je obvykle přenosné přímotopné elektrické zařízení, složené z ocelových žeber a naplněné olejem. Olej se ohřívá elektrickou odporovou spirálou a jeho teplotu lze obvykle regulovat vestavěným termostatem. Díky olejové náplni má povrch radiátoru příjemnou teplotu, účinnost vytápění se někdy zvyšuje vestavěným ventilátorem. Příkon typického radiátoru je kolem 2-3 kW.

## Účinnost
Tepelná účinnost radiátoru závisí předně na jeho povrchu a tvaru. Pro dosažení co největšího povrchu je často tvořen svislými žebry s podélnými průduchy, což podporuje přirozenou cirkulaci vzduchu. Žebrový radiátor však zabírá dost místa, proto se dnes často používají ploché radiátory z ocelového plechu.
Účinnost výměny tepla závisí také na umístění radiátoru. Pevně zabudované radiátory se umísťují dole na stěnu, blízko podlahy, a nejčastěji pod okny, aby se zajistila cirkulace vzduchu v místnosti. Chladný vzduch od okna se radiátorem ohřívá a stoupá ke stropu. Je také důležité, aby cirkulaci nic nebránilo - například záclony nebo předměty položené na radiátor.
Poznámka: Tuto tepelnou účinnost je nutno odlišovat od účinnosti ve fyzikálním slova smyslu, o které hovoříme u přeměn forem energie. Tepelnou účinnost je třeba chápat jako míru využití instalovaného výkonu topidla, jím zastavěného prostoru a pod., tedy vposledu ekonomicky. Forma energie se zde nemění a do místnosti přejde takřka všechno teplo odebrané z teplonosného média.

## Poznámka
Z fyzikálního hlediska funguje radiátor, nazíráno z druhé strany, jako chladič, proto se tímto slovem mohou označovat také chladiče kapalin nebo např. elektronických součástek. Jejich konstrukce je obdobná, avšak slouží k jinému účelu - odvedení nadbytečného tepla z nějakého procesu. Za příhodných podmínek lze obě funkce sloučit a využívat tzv. odpadní teplo k vytápění. Běžným případem je vytápění dopravních prostředků chladicí vodou motoru.